# Ниски
Ниски (њем. Niesky) град је у њемачкој савезној држави Саксонија. Једно је од 59 општинских средишта округа Герлиц. Према процјени из 2010. у граду је живјело 10.286 становника. Посједује регионалну шифру (AGS) 14626370.

## Географски и демографски подаци
Ниски се налази у савезној држави Саксонија у округу Герлиц. Град се налази на надморској висини од 172 метра. Површина општине износи 53,6 km². У самом граду је, према процјени из 2010. године, живјело 10.286 становника. Просјечна густина становништва износи 192 становника/km².

## Међународна сарадња
| Мјесто | Држава    | Врста сарадње | Од    |
| ------ | --------- | ------------- | ----- |
| Лубањ  | Пољска    | партнерство   | 1969. |
|        | Француска | партнерство   | 1964. |
| Извор  |           |               |       |